# Aselliscus tricuspidatus
Aselliscus tricuspidatus é uma espécie de morcego da família Hipposideridae. Pode ser encontrada na Indonésia, Papua-Nova Guiné, Ilhas Salomão e Vanuatu.